# Nanbu (Tottori)
Nanbu (jap. 南部町 Nanbu-chō) – miasto w Japonii, na wyspie Honsiu, w prefekturze Tottori. Według danych na rok 2020 miejscowość zamieszkiwało 10 323 mieszkańców , a gęstość zaludnienia wyniosła 90,5 os./km².